# Levetiracetam
Levetiracetam é um fármaco antiepilético semelhante ao agente nootrópico piracetam. Droga estruturalmente diferente de qualquer outro agente antiepiléptico, o levetiracetam é eficaz no tratamento de crises parciais, como adjuvante ou em monoterapia. 
Após uma dose oral, sua absorção é rápida (atinge concentração máxima em 1 hora) e praticamente completa (96%). Sua ligação às proteínas plasmáticas é de apenas 10%. Uma porção menor da droga sofre metabolização hepática. A droga é eliminada em grande parte (66%) sem sofrer metabolização. Tem muito pouco risco de interações medicamentosas. Em geral, o levetiracetam é bem tolerado. 
Efeitos colaterais mais comuns incluem sonolência, astenia e tontura. A droga é usualmente iniciada em 500 mg 2 vezes ao dia. Doses de mais de 3000mg/dia não oferecem vantagem terapêutica.